# Краснобродський міський округ
Краснобро́дський міський округ (рос. Краснобродский городской округ) — міський округ Кемеровської області Російської Федерації.
Адміністративний центр — селище міського типу Краснобродський.

## Історія
2004 року Біловська міська рада обласного підпорядкування перетворена в Біловський міський округ, а Краснобродська та Артиштинська селищні ради колишньої Біловської міськради утворили окремий Краснобродський міський округ.

## Населення
Населення — 14074 особи (2019; 14895 в 2010, 15263 у 2002).

## Населені пункти
| № | Населений пункт      | Населення, осіб (2002) | Населення, осіб (2010) |
| - | -------------------- | ---------------------- | ---------------------- |
| 1 | Артишта, селище      | 3169                   | 2780                   |
| 2 | Дуброво, селище      | 235                    | 196                    |
| 3 | Краснобродський, смт | 11859                  | 11919                  |